# Théâtre les Bambous
Le Théâtre les Bambous est un théâtre situé dans la ville de  Saint-Benoît, sur la côte Est de l'île de La Réunion, un département d'outre-mer français dans l'océan Indien.

## Principales activités
Le Théâtre les Bambous, scène conventionnée d'intérêt national - expressions d'aujourd'hui, propose des spectacles de danse, de théâtre, des concerts et des ateliers de formation scénique. 

## Compagnies
De nombreuses compagnies se produisent au théâtre les Bambous, notamment : 
- Compagnie Geneviève Sorin[2]
- Compagnie Astragale
- Compagnie Ces temps-ci
- Compagnie Songes mécaniques
- Compagnie La controverse

## Direction
- Frédéric Robin (1995-2022)
- Anabel Martinez (2022-)[3]